# 德安戰鬥 (北洋政府時期)
德安戰鬥發生於1926年10月1日－10月7日，地點則是在中國贛北一帶，是國民革命軍北伐戰爭的戰鬥之一。德安戰鬥的交戰雙方，一方為國民革命軍，另一方為蘇十師。

## 參看
- 中華民國北洋政府時期內戰戰鬥列表